# Cirrhilabrus walshi
Cirrhilabrus walshi е вид лъчеперка от семейство Labridae.

## Разпространение
Видът е разпространен в Американска Самоа, Самоа и Тонга.